# 四谷本鹽町
四谷本鹽町（日语：／ Yotuya Honshiochō */?）是日本東京都新宿區的町名。2013年8月1日為止的人口為409人。郵遞區號為160-0003。

## 地理
位於新宿區東南部。北部與東北部與市谷本村町之間以靖國通為界，東與千代田區五番町、六番町之間以外堀通、JR線路廊為界，南鄰四谷一丁目，西連坂町、新宿區三榮町。靖國通與外堀通旁大樓林立，巷道內以住宅為主。

## 歷史
1943年（昭和18年），鹽町１丁目、七軒町、本村町合併成立本鹽町。新宿區議會在2016年12月8日做成決議，自2017年9月19日起將該町冠上「四谷」兩字而改為四谷本鹽町，同時實施住居表示。

### 地名由來
合併時取本村町的「本」與鹽町的「鹽」做為新町名。

## 交通
町域内沒有鐵路車站，可利用西南方地下鐵丸之內線、JR中央快速線、JR中央總武線四谷站。

## 設施
- 雪印惠乳（舊雪印乳業）本社
- 三陽商會本社
- 司法書士會館
- 帝國Data Bank史料館

## 備註
1. ↑  『角川日本地名大辞典 13　東京都』、角川書店、1991年再版、P879
2. ↑  .   [2013-08-09]. （原始内容存档于2014-08-19）.
3. ↑  新宿区の住居表示実施状況 （页面存档备份，存于） 新宿区

## 外部連結
- 新宿區役所（页面存档备份，存于）